# Uiguri

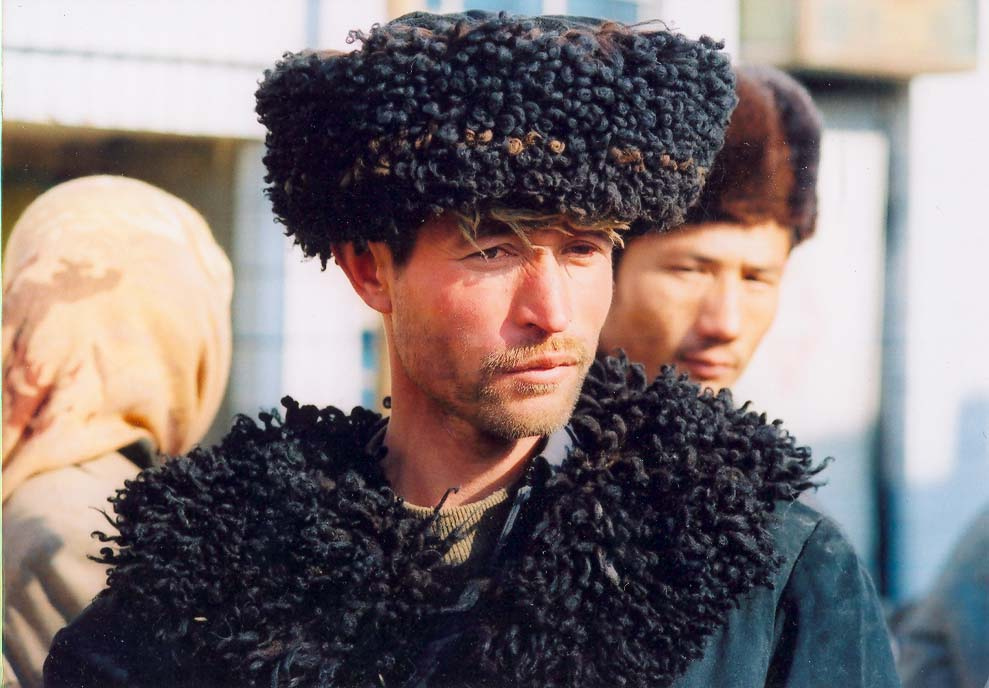
Bărbat uigur

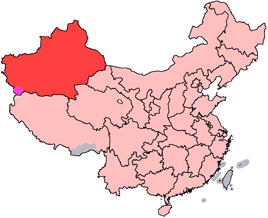
Provincia Xinjiang în China

Uigurii (Uyghuri, Uighuri, chin. 维吾尔族, Wéiwú'ěrzú) sunt un  popor turcic, care trăiesc în mare parte pe teritoriul Chinei de azi, în provincia Xinjiang, numit și Turkistanul de Est. În cronicile chineze apar amintiți sub denumiri ca Huihe, Huihu, Weiwu și Chunwei.

## Răspândire
Circa trei pătrimi din uiguri trăiesc în China, iar restul sunt răspândiți în Kazahstan și Kîrgîzstan. 
La recensământul din anul 1990, existau în China 7.214.431 uiguri din care 99,73 % trăiau în regiunea autonomă Xinjiang, 5.739 uiguri în provinvcia Hunan, iar 2.021 în Beijing (Peking).

## Limba și religia
Uigurii vorbesc uigura, care are forma scrisă ca și arabo-persană. Majoritatea uigurilor sunt de religie sunită o ramură a religiei islamice.

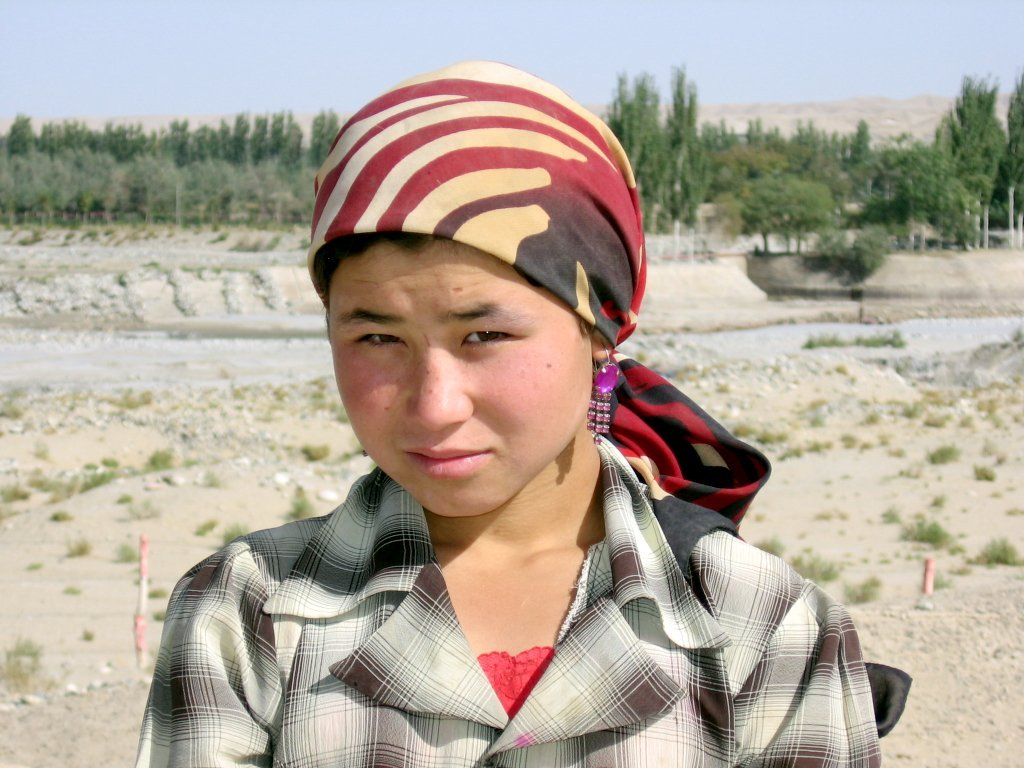
Femeie din Hotan
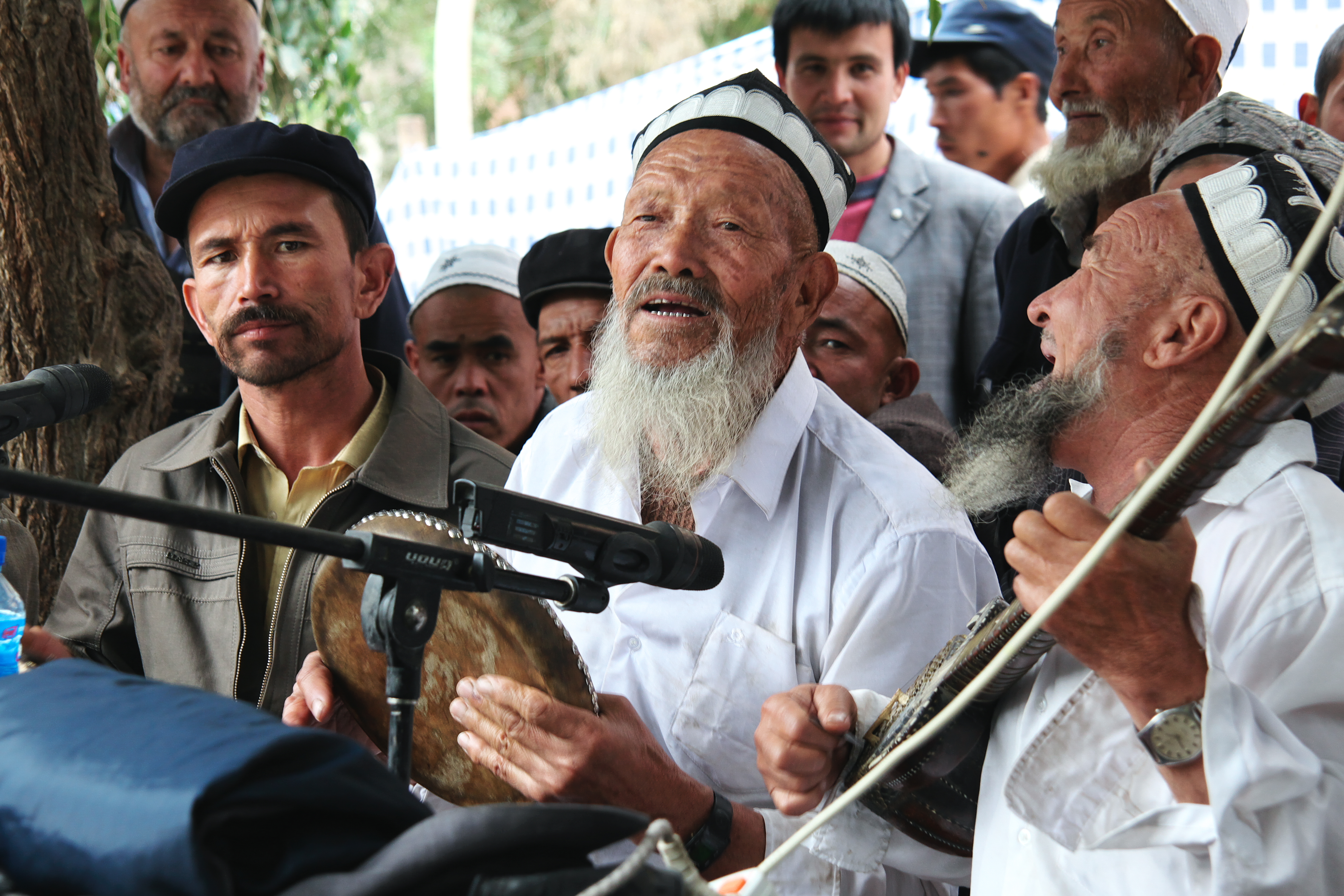
Bărbați din regiunea Yarkant a Chinei
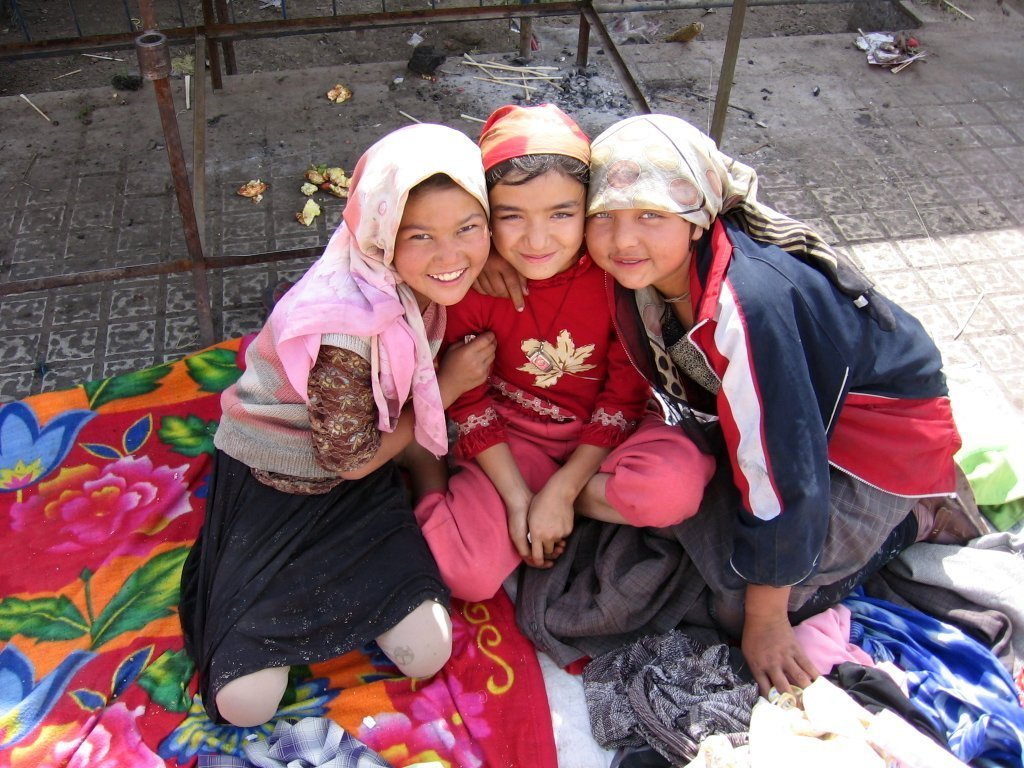
Fete din Hotan
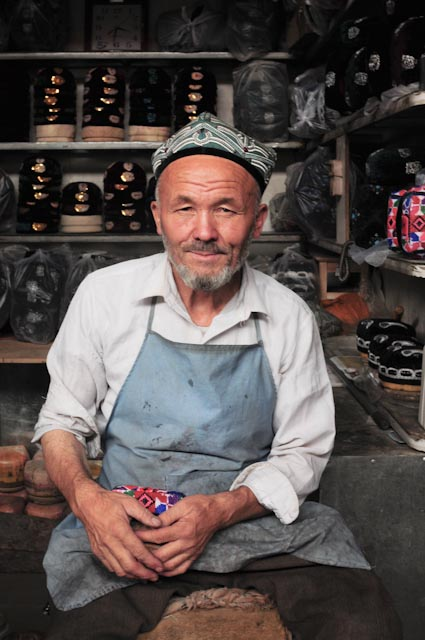
Bărbat din Kaxgar
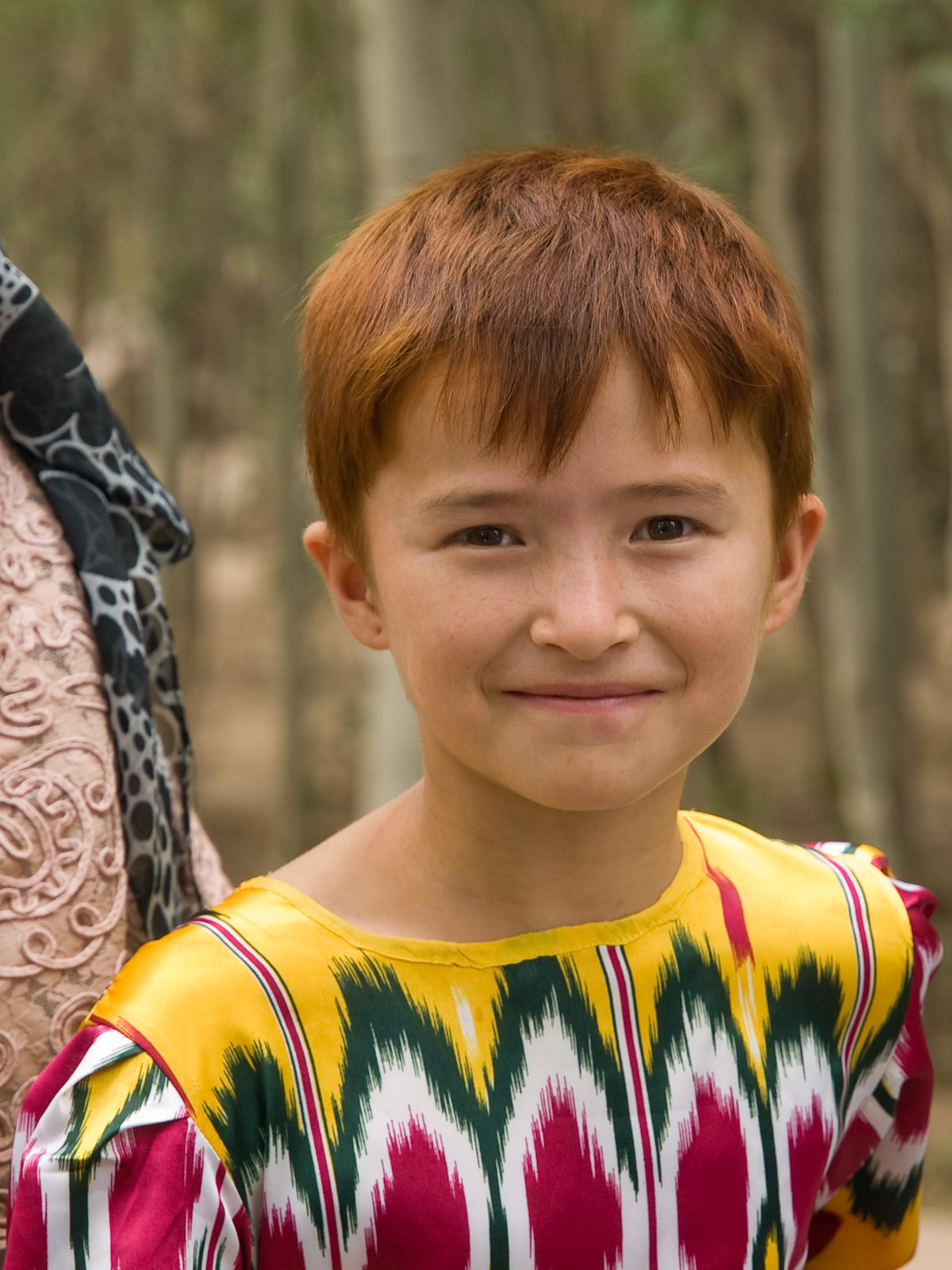
Fată din Kaxgar
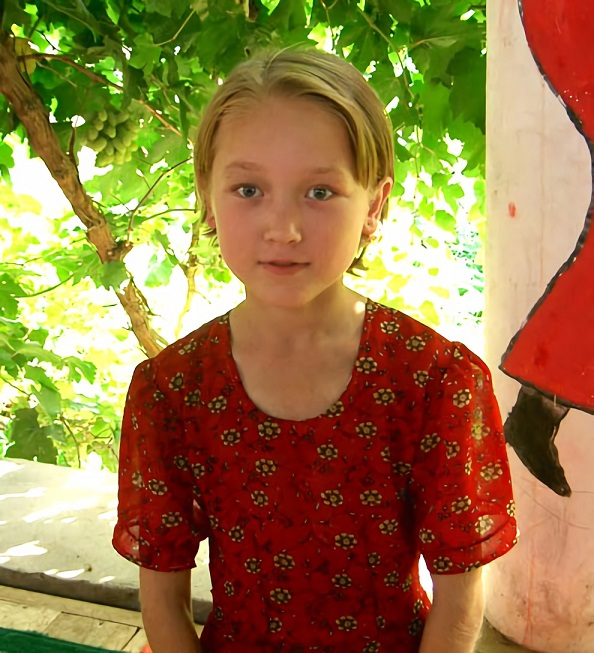
Fată din Turpan